# أكاديميا بانديف
أكاديميا بانديف هو نادي كرة قدم مقدوني يلعب في الدوري المقدوني الأول لكرة القدم،تأسس النادي في 2010.